# 日本組合基督教会

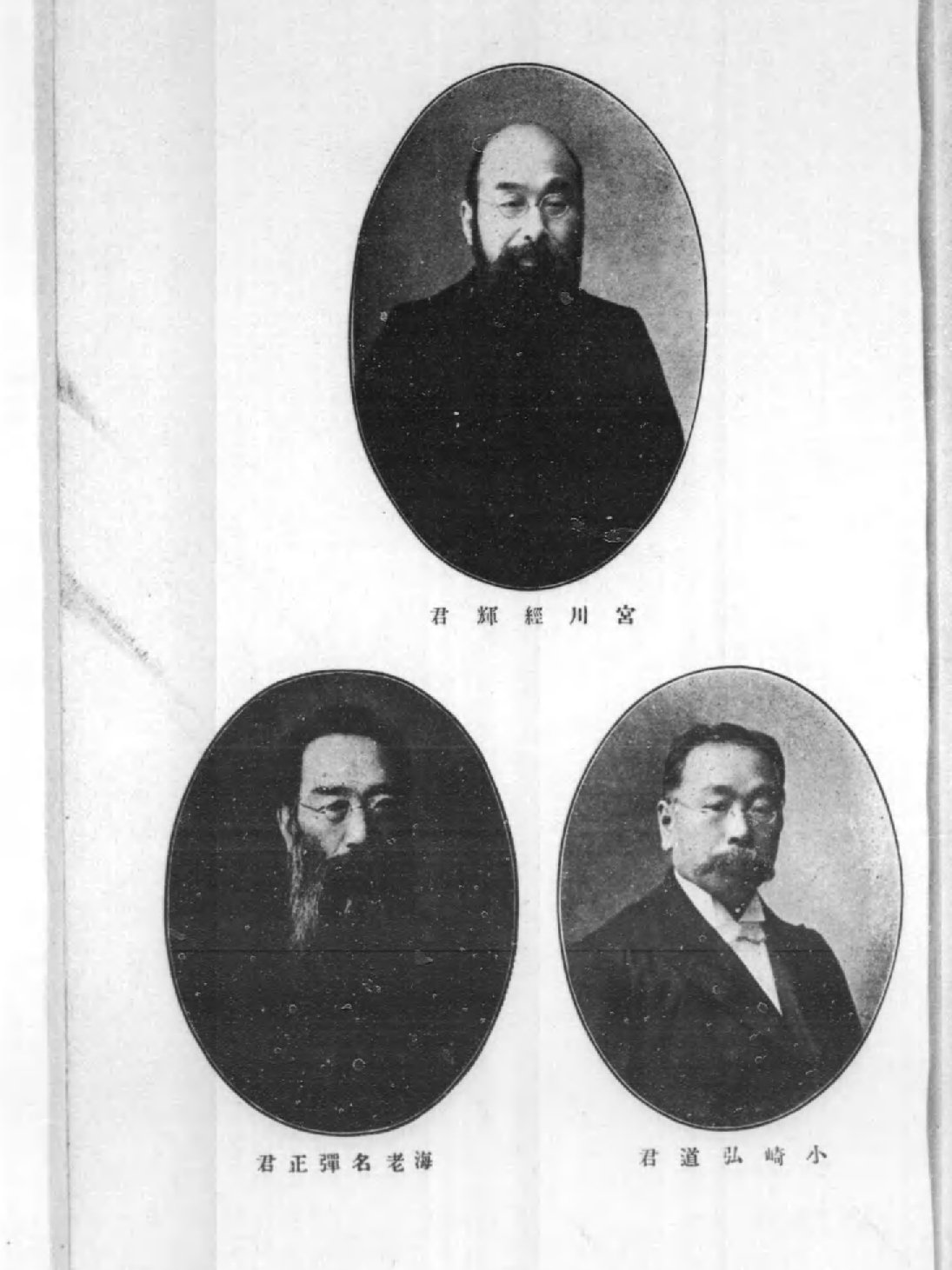
組合教会の三元老

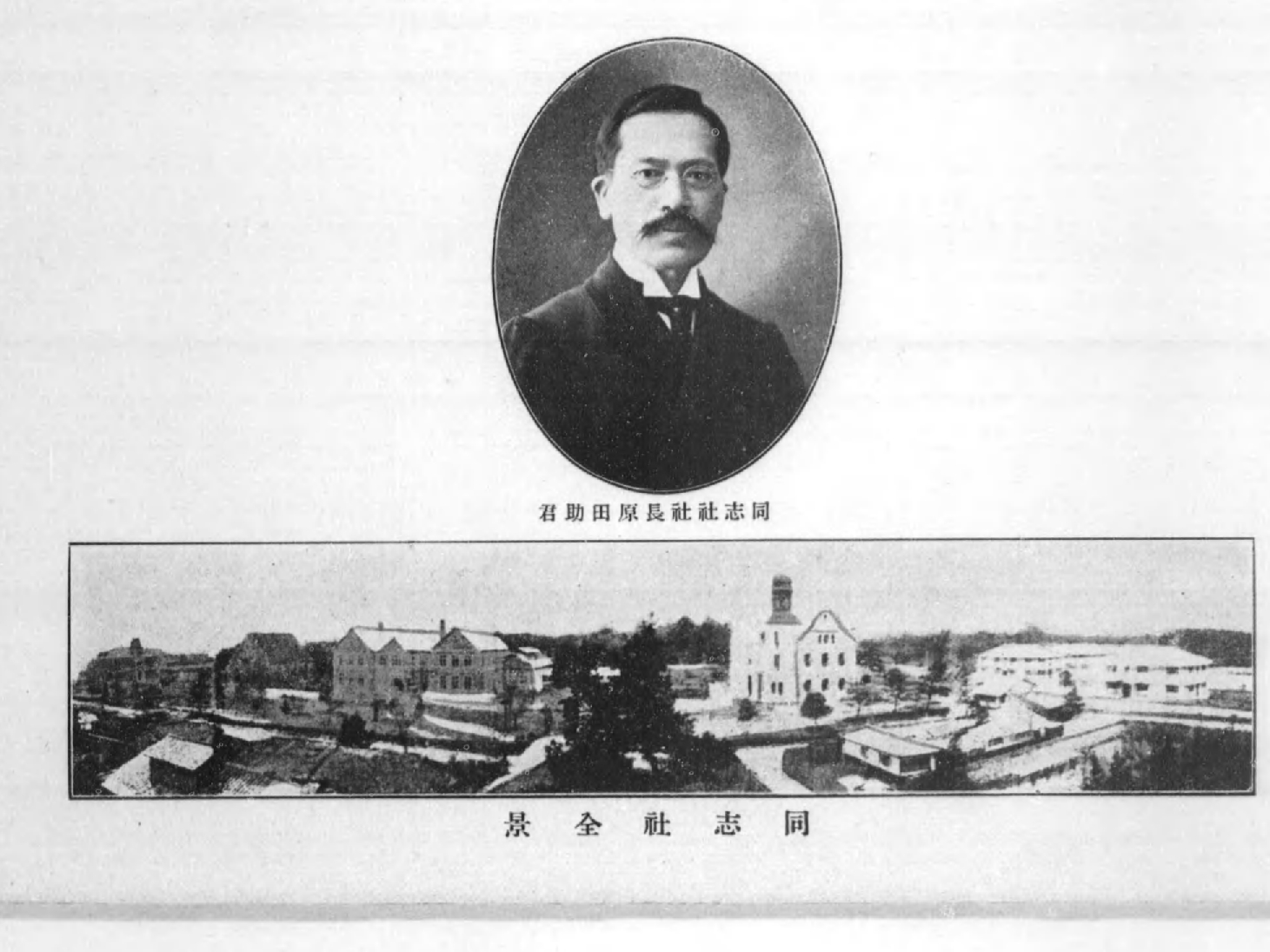
同志社全景と原田助社長

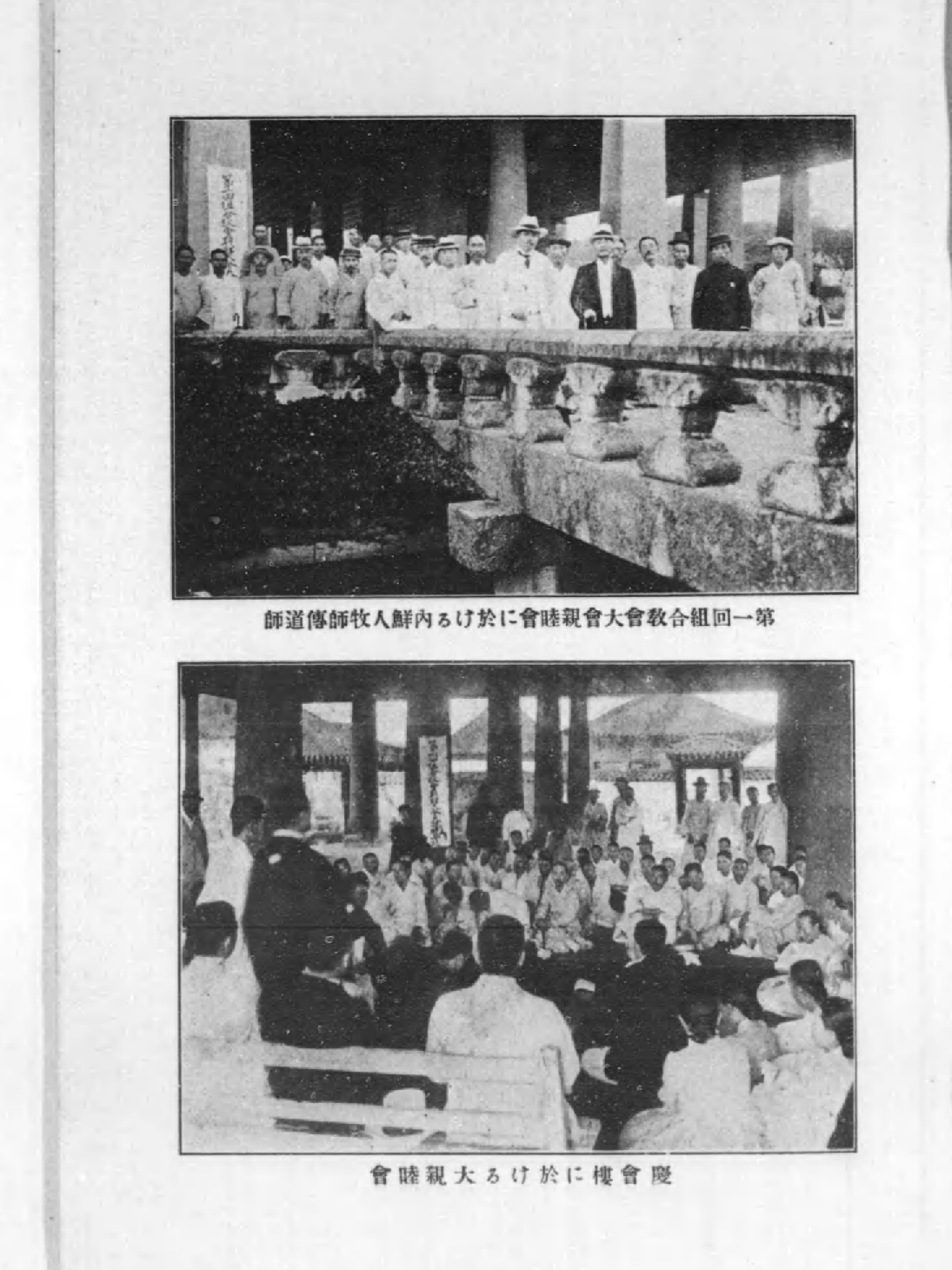
第一回組合教会大会親睦会と朝鮮人牧師、伝道師

日本組合基督教会、（にほんくみあいキリストきょうかい）は、戦前のキリスト教会の主流派の一つで、1941年に日本基督教団に統合されて消滅した会衆派の団体。

## 歴史

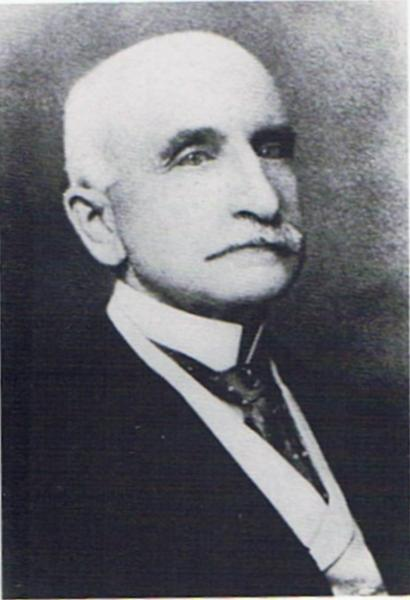
グリーン宣教師

アメリカの最初の海外伝道組織のアメリカン・ボードは、会衆派、長老派、オランダ改革派などが加わり、無教派的な組織だった。日本の組合教会は、1869年のアメリカン・ボードのD・C・グリーン宣教師夫妻の来日から始まる。
アメリカン・ボードの関係教会には、やがて同志社を卒業した熊本バンド出身の伝道者が加わり、関西、群馬、岡山、愛媛など各地に教会が設立された。アメリカン・ボードと熊本バンドの二つが、日本組合基督教会の源流である。1874年4月19日に洗礼を受けた11名によって創立された神戸公会は、当初から会衆制を採った。1878年に、開拓伝道や協力活動のために日本基督伝道会社を結成した。
1880年代に、各教派が伝道組織を固めたために、伝道のために組み合わされた組織の意味として、1886年に日本組合基督教会を設立した。1887年（明治20年）12月には福澤諭吉や司法大臣金子堅太郎らの招聘により、アメリカ・ユニテリアン協会からハーバード大学出身のアーサー・メイ・ナップ牧師も来日してユニテリアン主義も布教された。
明治38年（1905年）10月、本郷教会において第21回総会が開かれ、従来アメリカン・ボードより援助を受けていたミッション補助教会を、すべて組合教会で引き受け、独立自給することを決議した。
その後、組合とミッションの両方の委員の会議の結果、組合教会は自らに属する教会を明確に区別し、それらは伝道会社からの補助があったとしても、ミッションより独立自給することになった。このように、組合教会は日本で最初にミッションから独立し、自給自治を達成することになった。
やがて、ミッションと組合の間の不信感も解消され、教会側は直接伝道に携わる宣教師に伝道会社の客員として協力するように要望して、ミッションもこれを受けいれた。
その後、一致教会との合同の協議を重ねるも不調に終わり、同志社を拠点に活動し、「組合教会の三元老」と呼ばれた海老名弾正、小崎弘道、宮川経輝らの指導の下に日本のプロテスタントの中の三大教派の一つになる。1910年の日韓併合時より、朝鮮総督府から巨額の資金援助を受けて、渡瀬常吉を派遣し、朝鮮植民地伝道を繰り広げた。1912年には教職者142人、教会数91、教会員17816人となる。
組合教会の教職養成を一手に引き受けていた同志社神学校は1912年に専門学校令による同志社大学神学部、1920年に大学令による同志社大学文学部神学科へ移行することとなる。
1920年の朝鮮人信徒数は約1万4000名で、朝鮮耶蘇教長老会14万1000人、天主公教8万1000人、美監理教会3万4000人に次いでキリスト教会派中で4番目であった。
1920年代ごろから天皇制を賛美した。1941年に日本基督教団に第三部として参加し組織は消滅する。
1935年（昭和10年）には長谷川初音が最初の女性牧師に就任する。

## 神学
神学的にはリベラルな傾向が強かった。1889年に指導者小崎弘道が同志社で行われたYMCAの夏季学校において、「聖書のインスピレーション」と題する講演で高等批評を擁護し、聖書信仰を否定した。ここから日本のリベラルが始まると言われる。また金森通倫はモーセ五書はユダヤ人の伝説や神話の寄せ集めであると主張した。